# Johann Baptist Lüft
Johann Baptist Lüft (* 30. März 1801 in Hechtsheim; † 23. April 1870 in Darmstadt) war ein deutscher katholischer Theologe und Pfarrer.

## Leben
Lüft erhielt 1824 in Speyer die Priesterweihe durch Bischof Matthäus Georg von Chandelle. Im gleichen Jahr wurde er Lehrer am Bischöflichen Gymnasium in Mainz. 1829 wurde er Repetent für Exegese am Priesterseminar Mainz. Ab 1830 war er Pfarrer der St. Bonifatius-Kirche in Gießen, Dekan des Dekanats Gießen und gleichzeitig Professor für Moraltheologie und Praktische Theologie sowie Dekan der damals bestehenden katholisch-theologischen Fakultät der Universität Gießen.
1835 schied er aus dem Universitätsdienst aus und wurde Pfarrer, Oberschulrat und Dekan in Darmstadt. Im Jahr 1852 wurde er unter Beibehaltung seines Amts als Pfarrer zum Ehrendomkapitular in Mainz ernannt. 1857 bis 1862 fungierte er als Vertreter für Bischof Wilhelm Emmanuel von Ketteler in der ersten Kammer der Landstände des Großherzogtums Hessen.
Lüft vertrat ultramontane Positionen und war Mitglied im Mainzer Kreis.
Er starb am 23. April 1870 in Darmstadt.

## Wissenschaftliches Wirken
Als Dozent für Praktische Theologie war Lüft das damalige Teilfach Liturgik ein besonderes Anliegen. So entschloss er sich, nach dem Ausscheiden aus dem Universitätsdienst seine Vorlesungsmanuskripte zu überarbeiten und als Lehrbuch herauszugeben. Von den geplanten fünf Bänden konnten 1844 und 1847 nur die ersten beiden erscheinen; sie beinhalten die allgemeinen Prinzipien der Liturgik und trugen wesentlich zur Fundierung der Liturgik als eigenständiger Wissenschaft bei. Die übrigen drei Bände hätten als „spezielle Liturgik“ die einzelnen Gottesdienstformen behandelt.

## Werke
Liturgik, oder wissenschaftliche Darstellung des katholischen Cultus, 2 Bände, Mainz 1844 und 1847.